# X Brands
X Brands, all'anagrafe Jay X Brands (Kansas City, 24 luglio 1927 – Northridge, 8 maggio 2000), è stato un attore e stuntman statunitense.

## Biografia
Nato a Kansas City da una famiglia di origini tedesche, Jay X Brands era il più giovane di tre figli. L'uso insolito da parte di Brands di un'unica lettera alfabetica come nome deriva dalla storia della sua famiglia. Nella cittadina della Germania dove un tempo risiedevano i suoi antenati, c'erano due uomini di nome Jan Brands. Uno di loro adottò l'iniziale "X" per distinguersi dall'altro Jan. Divenne noto come "X" Brands e il nome continuò ad essere utilizzato dai suoi discendenti immigrati in America. 
Iniziò il suo percorso artistico lavorando come stuntman. Apparve in un gran numero di pellicole e anche in diversi telefilm, ma dando sempre volto a personaggi secondari. Sebbene X Brands fosse di origini europee, fu più volte scelto per impersonare nativi americani; divenne noto soprattutto per aver svolto il ruolo di un indiano Pawnee sordomuto che comunica solo con una lingua dei segni nella serie tv Yancy Derringer. 
Brands morì all'età di 72 anni a Northridge, in California, l'8 maggio 2000, per sepsi e polmonite. L'attore aveva anche un problema cardiaco congenito.

## Vita privata
X Brands ebbe tre mogli. Il 3 ottobre 1946 sposò a Los Angeles la sedicenne Suzan Harriet Edwards. Nel 1950 passò a nuove nozze con Jean Dorothy Merriam di Fort Worth, Texas, che gli diede due figlie, Kathleen Jean (sopravvissuta solo pochi mesi all'attore) e Karen Juliet. Il 28 agosto 1971 Brands si sposò con una donna molto più giovane, Pamela M. McInnes. Tutti e tre i matrimoni furono di breve durata.

## Filmografia parziale

### Cinema
- La meticcia di fuoco (Apache Woman), regia di Roger Corman (1955) - non accreditato
- I rapinatori del passo (Fury at Gunsight Pass), regia di Fred F. Sears (1956) - non accreditato
- Pistola nuda (Frontier Gambler), regia di Sam Newfield (1956) - non accreditato
- Il tesoro degli aztechi (Naked Gun), regia di Eddie Dew (1956)
- La banda degli angeli (Band of Angels), regia di Raoul Walsh (1957) - non accreditato
- Il pistolero di Laredo (Gunmen from Laredo), regia di Wallace MacDonald (1959) - non accreditato
- Rivolta indiana nel West (Oklahoma Territory), regia di Edward L. Cahn (1960)
- Beau Geste, regia di Douglas Heyes (1966)
- Capitan Apache (Captain Apache), regia di Alexander Singer (1971)
- Vivo quanto basta per ammazzarti! (Santee), regia di Gary Nelson (1973)
- Valanga (Avalanche), regia di Corey Allen (1979)

### Televisione
- Cowboy G-Men – serie TV, 11 episodi (1952-1953)
- The Adventures of Kit Carson – serie TV (1954-1955)
- Buffalo Bill Jr. – serie TV (1956)
- Annie Oakley – serie TV (1956)
- Judge Roy Bean – serie TV (1955-1956)
- Crossroads – serie TV, episodio 2x01 (1956)
- 77º Lancieri del Bengala (Tales of the 77th Bengal Lancers) – serie TV, episodio 1x24 (1957)
- Il sergente Preston (Sergeant Preston of the Yukon) – serie TV (1957-1958)
- Le avventure di Rin Tin Tin (The Adventures of Rin Tin Tin) – serie TV (1956-1958)
- Yancy Derringer – serie TV, 34 episodi (1958-1959)
- Le leggendarie imprese di Wyatt Earp (The Life and Legend of Wyatt Earp) – serie TV (1957-1961)
- Gli uomini della prateria (Rawhide) – serie TV (1960-1961)
- Cheyenne – serie TV (1958-1961)
- Carovane verso il west (Wagon Train) – serie TV (1958-1962)
- Branded – serie TV, episodio 1x13 (1965)
- Laredo – serie TV (1965-1966)
- Shane – serie TV, episodio 1x10 (1966)
- Hondo – serie TV, episodio 1x13 (1967)
- Daniel Boone – serie TV (1966-1968)
- Il virginiano (The Virginian) – serie TV (1964-1968)
- Ai confini dell'Arizona (The High Chaparral) – serie TV (1967-1970)
- Gunsmoke – serie TV (1968-1973)
- Beach Patrol – serie TV (1979)